# Козак-рок
Козак-рок  — стиль музики, охарактеризований українським гуртом «Гайдамаки», в якому вони стараються працювати.

### Історія виникнення терміна
Наприкінці листопада 2008 року спеціально для роботи з Гайдамаки в Україну приїхав відомий у Європі німецький продюсер live-show Kader Kesek. Протягом літніх репетицій в Europa Park на сцені Українського тижня, 6-ти днів зустрічей під час турів Польщею та Естонією і 5-ти днів цілодобових репетицій у Києві Гайдамаки і Kader Kesek побудували концертне шоу світового зразка. Гурт залунав потужніше, додалося динаміки, колориту, чітко розставлені акценти вивели його на якісно новий рівень. Зміни сформували влучне визначення оновленій музиці  — «козак-рок». У ніч після останньої репетиції музиканти вже летіли виступати в Голландію.

Олександр Ярмола в інтерв'ю українському ресурсу Тиждень.UA 14 травня 2010  р. так відгукується про своє творіння: 
«Ми створили свій бренд „козак-рок“. Це в першу чергу рок-н-рол, який має потужну ритмічну основу й мелодії композицій, які походять від козацьких пісень. Це те, що ми зробили за останні два роки, і воно має ввійти до наступних альбомів. Ми „винайшли“ козак-рок перед початком 2009-го, й це стало нарешті нашим цілком самодостатнім стилем. Попередні роботи, наприклад, альбом „Богуслав“ — час експериментів, ми тоді шукали себе, і зрештою все викристалізувалося.»